# Ford Europa
Ford Europa (Ford of Europe) är Ford Motor Companys europeiska del med huvudkontor i Köln. Ford of Europe skapades 1967 då Fords brittiska och västtyska delar, Ford Storbritannien och Ford Tyskland slogs samman. Samgående hade föregåtts av ett första samarbete att ta fram en gemensam modell i Ford Transit som kom ut på marknaden 1965. Sammanslagningen innebar att modellprogrammen lades samman och att man inte längre var interna konkurrenter inom Ford-koncernen.

## Tillverkningsorter
| Anläggning       | Stad                    | Land           | Anställda | Tillverkas               | Öppnad |      |
| ---------------- | ----------------------- | -------------- | --------- | ------------------------ | ------ | ---- |
| Ford Bridgend    | Bridgend                | Storbritannien | 1972      | Ford EcoBoost-motorer    | 1980   |      |
| Ford Köln        | Köln                    | Tyskland       | 4375      | Fiesta                   | 1931   |      |
| Ford Dagenham    | Dagenham                | Storbritannien | 4000      | dieselmotorer            | 1931   |      |
| Ford Rumänien    | Craiova                 | Rumänien       | 3600      | Transit Connect, B-Max   | 1976   |      |
| Ford Genk        | Genk                    | Belgien        | 4731      | Galaxy, Mondeo, S-Max    | 1964   | 2014 |
| Ford Halewood    | Halewood, Merseyside    | Storbritannien | 1200      | växellådor               | 1963   |      |
| Otosan           | Kocaeli                 | Turkiet        | 7534      | Transit, Transit Connect | 2001   |      |
| Ford Saarlouis   | Saarlouis               | Tyskland       | 6287      | Ford Focus, Kuga         | 1970   |      |
| Ford Southampton | Swaythling, Southampton | Storbritannien | 538       | Transit                  | 1953   | 2013 |
| Ford Valencia    | Almussafes              | Spanien        | 5760      | Fiesta, Focus, C-Max     | 1976   |      |
| Vsevolozhsk      | Sankt Petersburg        | Ryssland       | 2665      | Ford Focus, Mondeo       | 2002   |      |